# Albi di Dylan Dog (2007)
Albi del fumetto Dylan Dog pubblicati nel 2007.
| Nr. | Titolo                         | Mese di pubblicazione | Soggetto             | Sceneggiatura        | Disegni                                               | Copertina    |
| --- | ------------------------------ | --------------------- | -------------------- | -------------------- | ----------------------------------------------------- | ------------ |
| 245 | Il cimitero dei freaks         | gennaio               | Paola Barbato        | Paola Barbato        | Nicola Mari                                           | Angelo Stano |
| 246 | La locanda alla fine del mondo | febbraio              | Michele Masiero      | Michele Masiero      | Giovanni Freghieri                                    | Angelo Stano |
| 247 | Tutti gli amori di Sally       | marzo                 | Pasquale Ruju        | Pasquale Ruju        | Piero Dall'Agnol                                      | Angelo Stano |
| 248 | Anima d'acciaio                | aprile                | Bruno Enna           | Bruno Enna           | Fabio Celoni                                          | Angelo Stano |
| 249 | I ricordi sepolti              | maggio                | Luigi Mignacco       | Luigi Mignacco       | Corrado Roi                                           | Angelo Stano |
| 250 | Ascensore per l'Inferno        | giugno                | Tiziano Sclavi       | Tiziano Sclavi       | Bruno Brindisi (colori a cura dello Studio Tenderini) | Angelo Stano |
| 251 | Il guardiano del faro          | luglio                | Bruno Enna           | Bruno Enna           | Giovanni Freghieri                                    | Angelo Stano |
| 252 | Poltergeist!                   | agosto                | Giuseppe De Nardo    | Giuseppe De Nardo    | Daniele Bigliardo                                     | Angelo Stano |
| 253 | I mostri di Sullivan           | settembre             | Pasquale Ruju        | Pasquale Ruju        | Giampiero Casertano                                   | Angelo Stano |
| 254 | Vite in gioco                  | ottobre               | Bruno Enna           | Bruno Enna           | Nicola Mari                                           | Angelo Stano |
| 255 | La stanza numero 63            | novembre              | Giovanni Di Gregorio | Giovanni Di Gregorio | Ugolino Cossu                                         | Angelo Stano |
| 256 | Il feroce Takurr               | dicembre              | Michele Medda        | Michele Medda        | Franco Saudelli                                       | Angelo Stano |

## Il cimitero dei freaks
Nel cimitero dei freaks vengono sepolte tutte le persone affette da gravi malformazioni fisiche. Ultimamente alcune tombe vengono profanate da alcuni curiosi, quando uno di questi verrà ucciso a morsi, Dylan Dog indagherà per scoprire il mistero. Anche perché l'impronta dentale dei morsi corrisponde con quella di un freak deceduto, Clive “Mouthy” Geller, il cui corpo sembra essere sparito dal cimitero.

## La locanda alla fine del mondo
Un poliziotto ex collega di Dylan Dog chiede il suo aiuto in merito alla misteriosa sparizione di due ragazzi. Dylan si reca così a Thetford, un paesino di campagna, luogo delle sparizioni, ma durante il tragitto si perde a causa di una tormenta di neve. Troverà così rifugio in una strana locanda situata alla fine del mondo.

## Tutti gli amori di Sally
Sally Taylor è convinta che per essere davvero felici una donna debba avere tre uomini: un marito, un amante e un vero amico. Mort Haggarth è un assassino che vuole Sally solo per sé e che per questo uccide a martellate tutti e tre gli uomini, sfigurandoli. Sally chiede così l'aiuto di Dylan, il quale diventa in questo modo il nuovo obiettivo dell'assassino.

## Anima d'acciaio
Chester Moore è un proprietario di un negozio di armi, amico di Dylan Dog. L'uomo è convinto che tutte le armi abbiano un'anima e che, sapendole ascoltare, possano indicare a chi le possiede il nome della prossima vittima. Dylan, inizialmente scettico, avvierà le indagini assieme alla sua nuova cliente, Jessie James, per scoprire chi abbia ucciso l'armaiolo utilizzando proprio la pistola dell'Indagatore dell'Incubo.

## I ricordi sepolti
Dylan Dog accompagna Merian Darke, la sua attuale fidanzata, al suo paese natale per il funerale della madre. Il ritorno farà tornare alla mente della ragazza antichi ricordi, suo padre infatti sparì quando lei era bambina, a detta sua inghiottito dalla terra. Da quell'accaduto Merian sviluppò una fobia verso la terra che ancora oggi la perseguita.

## Ascensore per l'Inferno
Dylan Dog ha un appuntamento "infernale" al quale non può mancare, deve arrivare al "Tribunale" il giorno 6 giugno, alle ore 6 e prendere l'ascensore numero 6 per andare al 6º piano, purtroppo per lui una serie di strani inconvenienti minacciano di fargli saltare l'incontro.
- Come di consueto, anche questo albo celebrativo (duecentocinquantesimo numero) è completamente a colori.

## Il guardiano del faro
A Godmouth, un piccolo paese di pescatori affacciato sul mare, il guardiano del faro, a seguito di orribili visioni, uccide una persona. Per scoprire se il faro è realmente infestato dai fantasmi, Dylan Dog si farà assumere come nuovo guardiano.

## Poltergeist!
Sidney Lamoor assume Dylan Dog affinché indaghi su alcuni strani fenomeni che si manifestano nella sua casa. Per non turbare la figlia Becky, Dylan fingerà di essere uno zio che viveva in Brasile. La ragazza ha avuto infatti un'infanzia difficile a causa dell'uccisione del padre, assassinato dall'amante della madre quando lei era ancora bambina. 

## I mostri di Sullivan
Gilles Sullivan è un uomo debole e timoroso che decide di migliorare la sua scialba vita entrando nella congrega del reverendo Sunbeauty. Durante il suo percorso all'interno della congrega, imparerà a vedere i demoni che si nascondono nell'animo umano. 

## Vite in gioco
Dylan Dog vuole aiutare Ike Toole, un suo ex collega poliziotto, a rimettersi in sesto. L'uomo infatti, da perfetto agente qual era, a seguito di una missione sotto copertura per sgominare un'organizzazione criminale ha abbandonato famiglia e amici per una vita fatta di sacrifici.

## La stanza numero 63
Un criminale rapisce la nuova cliente di Dylan Dog tenendola in ostaggio all'interno di un vecchio studio cinematografico non più utilizzato. L'uomo vuole che l'ispettore Bloch entri dentro l'edificio solo e disarmato. Nel frattempo Dylan cercherà di capire quali siano le reali intenzioni del criminale.

## Il feroce Takurr
Lea Dunson viene accusata di aver ucciso l'ex marito Bertram Watkins. L'uomo è un collezionista accanito di figurine, fumetti e altro e la ex moglie ritiene che ad ucciderlo sia stato proprio un mostro uscito da una delle sue collezioni di figurine. Chiede così l'aiuto di Dylan Dog per dimostrare la sua innocenza.